# Мельникова, Елена Александровна
Елена Александровна Ме́льникова (род. 25 ноября 1941, Бугуруслан Чкаловской области) — советский и российский филолог и историк-медиевист, лингвист, англо-саксонист, скандинавист и русист. Главный научный сотрудник Института всеобщей истории РАН. Доктор исторических наук, кандидат филологических наук. Зарубежный член Шведской королевской академии наук.

## Биография
После окончания средней школы поступила на романо-германское отделение филологического факультета Московского государственного университета имени М. В. Ломоносова, во время учёбы увлеклась историей Средневековья и параллельно изучала на историческом факультете МГУ предметы, связанные с этой темой.
После окончания университета в 1964 году получила приглашение в аспирантуру филологического факультета, работала преподавателем английского языка на кафедре иностранных языков Академии наук СССР (1964—1965), переводчиком в ВНИИ стандартизации (1965—1967), преподавала английский язык на курсах Управления по иностранному туризму при Совете министров СССР (1967—1971).
В 1971 году на филологическом факультете МГУ защитила кандидатскую диссертацию по теме «Некоторые проблемы англосаксонской героической эпопеи „Беовульф“», получив степень кандидат филологических наук. Получила приглашение на работу в Институт истории СССР АН СССР (позднее Институт российской истории РАН), где до 1997 года работала в должности младшего, а затем старшего научного сотрудника, руководителя группы по изданию свода «Древнейшие источники по истории народов СССР».
В 1990 году защитила докторскую диссертацию на тему «Представления о Земле в общественной мысли Западной и Северной Европы в средние века, V—XV вв.», в 1991 году получив степень доктора исторических наук.
С 1996 года возглавляет организационный комитет ежегодных научных Чтений памяти В. Т. Пашуто «Восточная Европа в древности и средневековье».
С 1997 года работает в Институте всеобщей истории РАН в должности главного научного сотрудника, заведующего центром «Восточная Европа в античном и средневековом мире».
В 1980 году Мельникова была избрана зарубежным членом Шведской королевской академии наук.

## Научная деятельность
В круг научный интересов Мельниковой входят: история и культура средневековой Скандинавии, Киевской Руси и Англии эпохи викингов; русско-скандинавские связи эпохи викингов; рунология; устная традиция в раннем историописании, скандинавские источники по истории Восточной Европы, устная историческая традиция и её отражение в раннеисторических описаниях.
В начале научной деятельности в качестве филолога Мельникова изучала англо-саксонский эпос; позднее она продолжила эту тему, которой, в частности, посвящена популярная работа «Меч и лира» (М., 1987). Выбор основного своего направления был обусловлен актуальными потребностями российской исторической в целом гуманитарной науки, которые сформулировал в начале 1970-х годов В. Т. Пашуто: для понимания русской истории следует изучать «внешние» источники и специфику их языка — требуются специалисты-филологи, которых учёный стал приглашать для создания свода «Древнейшие источники по истории народов СССР».
Мельникова как скандинавист занялась малоисследованной в российской науке категорией памятников — руническими надписями. При обсуждении первых итогов этого исследования со стороны некоторых учёных было высказано недопонимание, поскольку, по их мнению, меморативные или «бытовые» лапидарные не были прямо связаны с ключевыми вопросами российской историографии и отстояли более чем на столетие от времени «призвания варягов». Однако издание книги «Скандинавские рунические надписи», ставшей первым выпуском свода «Древнейшие источники по истории народов СССР» (М., 1977) продемонстрировало, что руническая эпиграфика содержит большой объём новой научной информации, включая уникальные данные в сфере исторической ономастике, известия о трансконтинентальных контактах, сведения, которые характеризуют макро-, и микроисторические процессы. Была показана необходимость перехода к комплексному, междисциплинарному подходу к источникам, включая эпиграфику, сведения саг, летописей и археологии.
В связи с важным значением в этой деятельности археологии, дающей новые и обширные материалы, включая руническую эпиграфику, Мельникова сотрудничала с учёными, нашедшими новые рунические надписи и с коллективами, исследующими проблематику «норманнских» древностей, прежде всего с участниками археологических семинаров при Ленинградском университете (Г. С. Лебедев, И. В. Дубов и др.) и МГУ (Д. А. Авдусин, В. Я. Петрухин, Т. А. Пушкина и др.). Значимым также стало сотрудничество Мельниковой со скандинавскими учёными, включая рунологов, археологов и историков, в особенности после окончания официальных советских ограничений на совместную работу и возникновения совместных проектов, многие из которых были инициированы шведским археологом Ингмаром Янссоном.
Исследование древностей Восточной и Северной Европы в широком контексте привело Мельникову и связанных с ней учёных к пересмотру традиционного восприятия русско-скандинавских связей как однонаправленного влияния скандинавов на развитие Руси. Согласно выводам Мельниковой, раннесредневековая Восточная и Северная Европа являлась единым этнокультурным регионом, заимствования в котором происходили в обеих направлениях, о чём свидетельствуют массовый археологический материал и лексические связи. В 1980-е годы вышла серия статей Мельниковой, в том числе вместе с соавторами, о восточноевропейских влияниях в культуре Скандинавии раннего Средневековья.
Мельникова откликнулась на предложение В. Т. Пашуто выпустить перевод книги польского академика Х. Ловмяньского «Русь и норманны», польское издание которой вышло в 1959 году. Комментарии к этому изданию Мельниковой демонстрировали новые подходы и новые материалы, отражая состояние норманнского вопроса середины 1980-х годов, касаясь в том числе табуированной для советской историографии проблемы происхождения названия «русь». Существовавшие ранее лингвистические реконструкции, согласно которым это имя восходит к обозначению «гребцов» — дружины, которая шла в поход на гребных судах, получили исторический контекст, поскольку археологический материал показал, что ладьи использовались скандинавами не только в практических целях, но и в погребальном обряде. Через дружинное значение названия «русь» Мельникова объясняла также ранние летописные известия: по её мнению призванных варяжских князей сопровождал не отдельный скандинавский народ, а дружина (русь). Однако восприятие норманнских изысканий как «реакционной норманской теории» сохранялось в историографии, в результате чего статья о названии «русь» в течение нескольких лет находилась в портфеле журнала «Вопросы истории» и была издана только в 1989 году. То же произошло и со статьёй о названии «варяг», которая была отклонена журналом «История СССР», а рецензент заключал, что авторы доверились «топорной работе летописца». Статья вышла уже в постсоветское время, в 1994 году, в журнале «Славяноведение».
После смерти В. Т. Пашуто к Мельниковой перешло руководство работой над «Сводом». В 1986 году был издан её
очередной авторский выпуск, который посвящался географическим сочинениям средневековой Скандинавии. Изучение Мельниковой исторической географии имело комплексный характер: сведения об окраине мира из ранних географических сочинений требовали анализа «образа мира», модель, сложившейся ментальности Средних веков, ставшая центром внимания в исторической науке второй половины XX века.
Докторская диссертация Мельниковой (1990) посвящена средневековым географическим представлениям. Мельникова является ученицей члена-корреспондента Академии наук СССР В. Т. Пашуто; переняла от него подход к изучению истории в широком международном контексте, сопоставлении истории и традиций разных стран Европы. В 1998 году она опубликовала книгу «Образ мира: Географические представления в Западной и Северной Европе. V—XIV века».
Осуществляемое Мельниковой изучение источников через призму средневековой «общественной мысли» касается и вопросов начальной истории Руси, включая призвание варягов. Работы учёной 1990-х — 2000-х годов с привлечением сравнительного европейского материала развивали изыскания о договорных отношениях — «ряде», заключенном племенными образованиями северной части Восточной Европы и дружинами руси, отражённой в летописном рассказе о призвании варягов. Другой темой исследований Мельниковой является место данных «дружинных» структур и отношений в рамках типологии государств ранних Средних веков.
Развитие научного направления, которое отвергало антинорманистские стереотипы номенклатурной науки и опиралось на междисциплинарные исследования и углубленное изучение источников, вызвало ответную реакцию находящихся у власти сторонников этих представлений. Ряд авторов из этой среде предприняли попытки возродить донаучные идеи в русле «Сказания о князьях Владимирских», возводящие Рюрика к родичу римского Августа Прусу, кабинетные этимологии М. В. Ломоносова и С. А. Гедеонова, которые соотносят Пруссию с Русью, вагров с варягами и т. п. В основе «методики» этих идей находится «образ врага». Попытка возрождения этих историографических схем вызвала противодействие Мельниковой и ряда других учёных. Полемика новых «антинорманистов» со своими оппонентами основывалась на стремлении к очернению и применении номенклатурных методов. Так, Сектор истории древнейших государств под давлением А. Н. Сахарова был вынужден перейти из Института российской истории в Институт всеобщей истории. Новый выпуск «Свода», который был посвящён корпусу рунических надписей, издавался Мельниковой в 2001 году под грифом не только Института российской истории, но и Института всеобщей истории. В последнем под руководством А. О. Чубарьяном направление комплексного источниковедения получило продолжение, в частности при участии Мельниковой проводятся ежегодные Чтения памяти В. Т. Пашуто «Восточная Европа в древности и средневековье». Под редакцией Е. А. Мельниковой продолжается также издание ежегодника «Древнейшие государства Восточной Европы».
Работа «Скандинавские рунические надписи — новые находки и интерпретации» (2001) включила анализ граффити, сохранившихся на монетах и предметах из археологических раскопок. Поскольку предметы с граффити составляют лишь малую часть масштабного корпуса артефактов скандинавского происхождения, известных с территории от Прибалтики до Западной Сибири, Мельникова инициировала подготовку свода скандинавских древностей в Восточной Европе, что требует работы большого числа специалистов из разных научных областей и стран.
Автор более 250 научных публикаций, в том числе семи монографий.
Член редколлегии научных журналов «Вопросы истории», «Российская история» и «Средние века».
Ответственный редактор электронного научно-образовательного журнала «История», выпуск «Начала древнерусского государства» (совместно с А. С. Щавелёвым).

## Оценки деятельности
Является ведущим в российской науке и признанным мировым научным сообществом исследователем русско-скандинавских отношений раннесредневекового периода. Оказала влияние на направление источниковедения, рассматривающее исторические источники с учётом «общественной мысли» Средневековья. Ежегодник «Древнейшие государства Восточной Европы» под редакцией Мельниковой имеет важное значение для развития российской медиевистики.

## Некоторые публикации
- Скандинавские рунические надписи. Тексты, перевод, комментарий. М., 1977 (Свод «Древнейшие источники по истории народов СССР»)[2].
- Портан Х. Г. Основные черты русской истории // Первый университетский курс истории России за рубежом в XVIII в.: Х. Г. Портан. Основные черты русской истории / Перевод со шведского языка и примечания. М., 1982.
- Древнескандинавские географические сочинения: Тексты, перевод, комментарий / Под ред. В. Л. Янина. — М.: Наука, 1986. — Серия «Древнейшие источники по истории народов СССР».
- Меч и лира. Англосаксонское общество в истории и эпосе. — М.: Мысль, 1987. — 208 с.: ил. — 50 000 экз.
- The Eastern World of the Vikings. Eight Essays about Scandinavia and Eastern Europe in the Middle Ages. Göteborg, 1996.
- Образ мира: географические представления в Западной и Северной Европе. V—XIV века. — М., Янус-К, 1998. — 256 с. — ISBN 5-86218-270-5
- Древняя Русь в свете зарубежных источников / Под ред. Е. А. Мельниковой. М.: Логос, 1999.
- Мельникова Е. А. Древняя Русь и Скандинавия: Избранные труды / Институт всеобщей истории РАН; Университет Дмитрия Пожарского; Под ред. Г. В. Глазыриной и Т. Н. Джаксон. — М.: Русский фонд содействия образованию и науке, 2011. — 476 с. — ISBN 978-5-91244-073-1.
- Скандинавские рунические надписи: новые находки и интерпретации. Тексты, перевод, комментарий. — М.: «Восточная литература» РАН, 2001. — Серия «Древнейшие источники по истории Восточной Европы».
- Англия до нормандского завоевания // Всемирная история. В 6 томах / гл. ред. А. О. Чубарьян. Институт всеобщей истории РАН. — М.: Наука, 2012. — Т. 2: Средневековые цивилизации Запада и Востока / отв. ред. тома П. Ю. Уваров. — С. 195—202. — 894 с. — 1000 экз. — ISBN 978-5-02-037560-4.
- Древняя Русь // Всемирная история. В 6 томах / гл. ред. А. О. Чубарьян. Институт всеобщей истории РАН. — М.: Наука, 2012. — Т. 2: Средневековые цивилизации Запада и Востока / отв. ред. тома П. Ю. Уваров. — С. 372—398. — 894 с. — 1000 экз. — ISBN 978-5-02-037560-4.
- Зарождение государств в макробалтийском регионе // Всемирная история. В 6 томах / гл. ред. А. О. Чубарьян. Институт всеобщей истории РАН. — М.: Наука, 2012. — Т. 2: Средневековые цивилизации Запада и Востока / отв. ред. тома П. Ю. Уваров. — С. 499—506. — 894 с. — 1000 экз. — ISBN 978-5-02-037560-4.
- Древняя Русь в средневековом мире. Энциклопедия / Под ред. Е. А. Мельниковой, В. Я. Петрухина. — 2-е изд. — М. : Ладомир, 2017.